# Östtimor vid världsmästerskapen i simsport 2024
Östtimor tävlade vid världsmästerskapen i simsport 2024 i Doha i Qatar mellan den 2 och 18 februari 2024. Östtimor hade en trupp på två idrottare, en av vardera kön.

## Tävlande per sport
Följande är en lista över antalet tävlande per sport.
| Sport   | Herrar | Damer | Totalt |
| ------- | ------ | ----- | ------ |
| Simning | 1      | 1     | 2      |
| Totalt  | 1      | 1     | 2      |

## Simning
Herrar
| Idrottare        | Gren         | Heat    | Heat      | Semifinal        | Semifinal        | Final            | Final            |
| Idrottare        | Gren         | Tid     | Placering | Tid              | Placering        | Tid              | Placering        |
| ---------------- | ------------ | ------- | --------- | ---------------- | ---------------- | ---------------- | ---------------- |
| Jolanio Guterres | 50 m frisim  | 30,06   | 113       | Gick inte vidare | Gick inte vidare | Gick inte vidare | Gick inte vidare |
| Jolanio Guterres | 100 m frisim | 1.09,84 | 107       | Gick inte vidare | Gick inte vidare | Gick inte vidare | Gick inte vidare |

Damer
| Idrottare           | Gren         | Heat    | Heat      | Semifinal        | Semifinal        | Final            | Final            |
| Idrottare           | Gren         | Tid     | Placering | Tid              | Placering        | Tid              | Placering        |
| ------------------- | ------------ | ------- | --------- | ---------------- | ---------------- | ---------------- | ---------------- |
| Imelda Ximenes Belo | 50 m frisim  | 0DNS0   | 0DNS0     | Gick inte vidare | Gick inte vidare | Gick inte vidare | Gick inte vidare |
| Imelda Ximenes Belo | 100 m frisim | 1.15,56 | 81        | Gick inte vidare | Gick inte vidare | Gick inte vidare | Gick inte vidare |